# Patricia Ramírez Arévalo
Patricia Ramírez Arévalo (Venezuela) es una productora y distribuidora de cine venezolana. Es cofundadora de la productora cinematográfica Todos Los Ríos y directora de la agencia Festivaleando.

## Biografía
Patricia Ramírez estudió Letras y Producción Cinematográfica en la Universidad de Los Andes (ULA).
Produjo el cortometraje La culpa, probablemente, ambientado durante un apagón eléctrico en el contexto de la crisis energética nacional y filmado en Mérida, que consiguió el tercer premio «ex aequo» del Taller de la Cinéfondation, con el cual el Festival de Cannes apoya las películas que están en curso de realización, y fue estrenado en 2016. Después de esto, Labarca y Ramírez hicieron el cortometraje El hombre de cartón, en 2017.
Fue coproductora de la película Yo, imposible, escrita y dirigida por Patricia Ortega, estrenada en 2018, y ganó el Premio Únete del Festival de Cine de La Habana (Cuba), el premio Gamechanger del festival South by Southwest (Estados Unidos), el Premio Rainbow Spike del Festival de Cine de Valladolid (España) y dos premios en el Festival del Cine Venezolano.
Fue productora de desarrollo del largometraje Mamacruz, dirigido por Patricia Ortega, estrenado en el Festival de Cine de Sundance (Estados Unidos) de 2023. También formó parte del Comité Evaluador del Fondo para el Desarrollo Cinematográfico de Colombia en 2022 y fue jurado en el Festival de Cine Documental Caracas Doc de 2023.
Ramírez se encuentra en la producción del filme Muchachos bañándose en el lago, dirigido por Michael Labarca y realizado en Maracaibo, que trata del tema de la emigración venezolana desde el punto de vista de los que se quedan en el país, experiencia que implicó un reto a nivel de producción debido al contexto, así como a nivel personal y emocional, según declaró después.El proyecto ganó el premio Open Doors Grant del Festival Internacional de Cine de Locarno (Suiza) en 2022, así como apoyo financiero.

## Filmografía
- La culpa, probablemente (2016)
- El hombre de cartón (2017)
- Yo, imposible (2018)
- Mamacruz (2023)
- Muchachos bañándose en el lago (en producción)

## Premios y nominaciones
| Año  | Evento                                                    | Premio                 | Obra                           | Resultado | Ref.   |
| ---- | --------------------------------------------------------- | ---------------------- | ------------------------------ | --------- | ------ |
| 2018 | Festival de Cine de La Habana                             | Premio Únete           | Yo, imposible                  | Ganadora  | [ 6 ]  |
| 2018 | Festival de Cine de Valladolid                            | Premio Rainbow Spike   | Yo, imposible                  | Ganadora  | [ 11 ] |
| 2019 | Amsterdam LGBTI Film Festival                             | Premio de la audiencia | Yo, imposible                  | Ganadora  | [ 6 ]  |
| 2019 | Reflections of Spanish and Latin American Cinema Festival | Premio de la audiencia | Yo, imposible                  | Ganadora  | [ 6 ]  |
| 2019 | South by Southwest                                        | Premio Gamechanger     | Yo, imposible                  | Nominada  | [ 12 ] |
| 2019 | Festival del cine venezolano                              | Mejor director         | Yo, imposible                  | Ganadora  | [ 7 ]  |
| 2019 | Festival del cine venezolano                              | Mejor guion            | Yo, imposible                  | Ganadora  | [ 7 ]  |
| 2019 | Houston International LGBTQ Film Festival                 | Mejor guion            | Yo, imposible                  | Ganadora  |        |
| 2020 | Premios Platino                                           | Mejor director         | Yo, imposible                  | Pendiente | [ 13 ] |
| 2022 | Festival Internacional de Cine de Locarno                 | Open Doors Grant       | Muchachos bañándose en el lago | Ganadora  | [ 10 ] |